# Hey You, I Love Your Soul
Hey You, I Love Your Soul es el segundo álbum de larga duración de la banda de rock cristiana Skillet. Fue lanzado en 1998 como un disco compacto a través de Forefront Records y Ardent Records.

## Lista de canciones
| Hey You, I Love Your Soul |                              |          |  |
| N.º                       | Título                       | Duración |  |
| 1.                        | «Hey You, I Love Your Soul»  | 2:58     |  |
| 2.                        | «Deeper»                     | 3:47     |  |
| 3.                        | «Locked in a Cage»           | 3:55     |  |
| 4.                        | «Your Love (Keeps Me Alive)» | 3:55     |  |
| 5.                        | «More Faithful»              | 3:44     |  |
| 6.                        | «Pour»                       | 4:18     |  |
| 7.                        | «Suspended In You»           | 3:08     |  |
| 8.                        | «Take»                       | 4:13     |  |
| 9.                        | «Coming Down»                | 5:06     |  |
| 10.                       | «Whirlwind»                  | 4:02     |  |
| 11.                       | «Dive Over In»               | 3:43     |  |
| 12.                       | «Scarecrow»                  | 4:17     |  |
| 47:15                     |                              |          |  |

## Personal
- John L. Cooper – Voz, Bajo, teclados
- Trey McClurkin - batería, coros
- Ken Steorts - Guitarra, coros

## Vídeos musical
Un video musical fue realizado para la canción «More Faithful». Cuenta con la banda tocando en un techo con luces de todo esto, con varias tomas del cielo en la corte para mostrar el tema de la canción. Un ejemplo es la línea, "You have been more faithful than the morning sun". ("Usted ha sido más fiel que el sol de la mañana)".